# Neuroimunologia
Neuroimunologia é um campo que combina neurociência; o estudo do sistema nervoso, e imunologia; o estudo do sistema imunológico. Neuroimunologistas procuram compreender melhor as interações desses dois complexos sistemas durante o desenvolvimento, homeostase, e resposta a lesões. Um objetivo a longo prazo desta área de investigação em rápido desenvolvimento é desenvolver a nossa compreensão da patologia de certas doenças neurológicas, algumas das quais não têm etiologia clara. Ao fazer isso, a neuroimunologia contribui para o desenvolvimento de novos tratamentos farmacológicos para várias condições neurológicas. Muitos tipos de interações envolvem tanto o sistema nervoso quanto o sistema imunológico, incluindo o funcionamento fisiológico dos dois sistemas na saúde e doença, o mau funcionamento de ambos os sistemas que leva a distúrbios e os fatores físicos, químicos e ambientais que afetam os dois sistemas em uma base diária.

## Fundo
Alvos neurais que controlam a termogênese, o comportamento, o sono, e o humor podem ser afetados por citocinas pró-inflamatórias que são liberadas por macrófagos e monócitos ativados durante a infecção. No sistema nervoso central, a produção de citocinas foi detectada como resultado de lesões cerebrais, durante infecções virais e bacterianas  e em processos neurodegenerativos.
Do Instituto Nacional de Saúde dos EUA:
''Apesar do status do cérebro como um site imunológico privilegiado,  uma comunicação bidirecional extensa ocorre entre o sistema nervoso e o sistema imunológico, tanto na saúde como na doença. As células imunes e as moléculas neuroimunes tal como citocinas, quimiocinas, e fatores de crescimento modulam a função cerebral através de múltiplas vias de sinalização ao longo da vida útil. Os estressores imunológicos, fisiológicos e psicológicos envolvem citocinas e outras moléculas imunes como mediadores de interações com sistemas neuroendócrinos, neuropéptidos e neurotransmissores. Por exemplo, os níveis de citocinas no cérebro aumentam após a exposição ao estresse, enquanto os tratamentos projetados para aliviar o estresse revertem esse efeito.
A neuroinflamação e a ativação neuroimune demonstraram desempenhar um papel na etiologia de uma variedade de distúrbios neurológicos, como AVC, doença de Parkinson e Alzheimer, esclerose múltipla, dor e demência associada à AIDS. No entanto, citocinas e quimiocinas também modulam a função do SNC na ausência de desafios imunológicos, fisiológicos ou psicológicos abertos. Por exemplo, as citocinas e os inibidores dos receptores de citocinas afetam os processos cognitivos e emocionais. Evidências recentes sugerem que as moléculas imunológicas modulam os sistemas cerebrais de forma diferente ao longo da vida útil. As citocinas e as quimiocinas regulam as neurotrofinas e outras moléculas críticas para os processos de desenvolvimento neurológico e a exposição a certos desafios neuroimunes no início da vida afeta o desenvolvimento do cérebro. Em adultos, citocinas e quimiocinas afetam a plasticidade sináptica e outros processos neurais em curso, que podem mudar nos cérebros do envelhecimento. Finalmente, as interações de moléculas imunológicas com o sistema hipotálamo-hipófise-gonadal indicam que as diferenças de sexo são um fator significativo que determina o impacto das influências neuroimunes sobre a função e o comportamento do cérebro.''
Pesquisas recentes demonstram que a redução das populações de linfócitos pode prejudicar a cognição em camundongos, e que a restauração de linfócitos restaura as habilidades cognitivas.

## Epigenética

### Visão geral
Medicina epigenética engloba um novo ramo da neuroimunologia que estuda o cérebro e o comportamento. Esse novo ramo já forneceu informações únicas sobre os mecanismos subjacentes ao desenvolvimento cerebral, evolução, plasticidade neuronal e de rede e homeostase, senescência, etiologia de diversas doenças neurológicas e processos neurais regenerativos. Esse novo estudo é conduzido para a descoberta de estressores ambientais que ditam o início de distúrbios neurológicos específicos e biomarcadores de doenças específicas. O objetivo é "promover a recuperação acelerada de funções cognitivas, comportamentais, sensoriais irremediavelmente perdidas, através da reprogramação epigenética de células-tronco neurais regionais endógenas". Compreender medicina epigenética é importante para a compreensão dos possíveis tratamentos farmacológicos futuros. Muitas das lacunas imediatas no conhecimento são atribuídas à falta básica de compreensão da expressão e da regulação de gene e são assim os fatores limitantes para criar tratamentos ou curas avançadas a muitas doenças. Para entender melhor esses processos, experimentos neuroimunológicos estão sendo criados e testados para de uma vez por todas acumular uma antologia mais completa de conhecimento referente às complexas interações entre os sistemas nervoso e imunológico, juntamente com a expressão gênica. Embora alguns transtornos possam afetar os sistemas nervoso e imunológico independentemente uns dos outros, é impossível compreender verdadeiramente a ciência neuroimmonológica sem uma compreensão complexa de como cada sistema funciona de forma independente e também como eles funcionam juntos.

### Destino das células estaminais neurais
Vários estudos demonstraram que a regulação da manutenção de células estaminais e as subsequentes determinações de destino são bastante complexas. A complexidade de determinar o destino de uma célula-tronco pode ser melhor compreendido por conhecer o circuito utilizado para orquestrar a manutenção de células estaminais e as decisões progressivas do destino neural. As decisões de destino neural incluem a utilização de múltiplos caminhos de sinal de neurotransmissor juntamente com o uso de reguladores epigenéticos. O avanço da diferenciação das células-tronco neuronais e das decisões do destino glial deve ser orquestrado oportunamente para determinar a especificação do subtipo e os subsequentes processos de maturação, incluindo a mielinização.

### Distúrbios do desenvolvimento neurológico
Os distúrbios do desenvolvimento neurológico resultam de deficiências no crescimento e desenvolvimento do cérebro e do sistema nervoso e conduzem a muitos distúrbios. Exemplos destes distúrbios incluem a síndrome de Asperger, lesões cerebrais traumáticas, comunicação, distúrbios da fala e da linguagem, distúrbios genéticos tais como síndrome do X frágil, síndrome de Down, epilepsia e síndrome do álcool fetal. Estudos têm demonstrado que distúrbios do espectro autista (ASDs) podem apresentar devido a distúrbios básicos de regulação epigenética. Outras pesquisas neuroimunológicas mostraram que a desregulação de processos epigenéticos correlacionados em ASDs pode alterar a expressão gênica e a função cerebral sem causar lesões genéticas clássicas, que são mais facilmente atribuíveis a uma relação de causa e efeito. Estas descobertas são algumas das numerosas descobertas recentes em áreas anteriormente desconhecidas de expressão genética.

### Desordens neurodegenerativas
Evidências crescentes sugerem que as doenças neurodegenerativas são mediadas por mecanismos epigenéticos errôneos. As doenças neurodegenerativas incluem a doença de Huntington e a doença de Alzheimer. A pesquisa neuroimunológica nestas doenças produziu evidências, incluindo a ausência de padrões simples de herança mendeliana, desregulação transcricional global, vários tipos de alterações de RNA patogênico e muitos mais. Em um dos experimentos, um tratamento da doença de Huntington com histona desacetilases (HDAC), uma enzima que remove os grupos acetilo da lisina e DNA / RNA vinculativo antracilinas que afetam o posicionamento nucleossomo, mostrou efeitos positivos sobre medidas comportamentais, neuroproteção, remodelação nuclesome, e dinâmica associada da cromatina. Outra nova descoberta sobre doenças neurodegenerativas envolve a sobre-expressão de HDAC6 suprime o fenótipo neurodegenerativo associado com a doença de Alzheimer patologia em modelos animais associados. Outros achados mostram que mecanismos adicionais são responsáveis pela "subjacente transcrição e desregulação pós-transcricional e complexa cromatina anormalidades na doença de Huntington".

### Desordens neuroimunológicas
Os sistemas nervoso e imunológico têm muitas interações que ditam a saúde geral do corpo. O sistema nervoso está sob monitoração constante do sistema imunológico adaptável e inato. Ao longo do desenvolvimento e da vida adulta, o sistema imunológico detecta e responde a mudanças na identidade celular e conectividade neural. A desregulação das respostas imunes tanto adaptativas como adquiridas, o comprometimento da crosstalk entre esses dois sistemas, bem como as alterações na implantação de mecanismos imunes inatos podem predispor o sistema nervoso central (SNC) à auto-imunidade e neurodegeneração. Outras evidencias mostraram aquele desenvolvimento e desdobramento do inato e adquirido sistema imunológico em resposta para os stressores da integração celular funcional e nível sistêmico e a evolução da autoimunidade são mediadas por mecanismos epigenéticos. A auto-imunidade tem sido cada vez mais ligada à desregulamentação direcionada de mecanismos epigenéticos e, portanto, o uso de agentes terapêuticos epigenéticos pode ajudar a reverter processos patogênicos complexos. A esclerose múltipla (MS) é um tipo de transtorno neuroimunológico que afeta muitas pessoas. O MS apresenta inflamação do SNC, desmielinização imuno-mediada e neurodegeneração, e pode representar uma classe emergente de distúrbios epigenéticos.

## Principais temas de pesquisa
A interação do SNC e do sistema imunológico é bem conhecida. A disfunção orgânica induzida por queimadura com estimulação do nervo vago foi encontrada para atenuar os níveis de citocinas e órgãos séricos. As queimaduras geralmente induzem a geração bacteriana de citocinas e talvez a estimulação parassimpática após queimaduras diminuirão a geração do mediador cardiodepressivo. Vários grupos produziram evidências experimentais que sustentam a produção de citocinas pró-inflamatórias sendo o elemento central da resposta ao estresse induzido por queimadura..  Ainda outros grupos mostraram que a sinalização do nervo vago tem um impacto proeminente em várias patologias inflamatórias. Esses estudos estabeleceram as bases para indagações de que a estimulação do nervo vago pode influenciar as respostas imunológicas posburnas e, portanto, pode ser usada para limitar os danos aos órgãos e a falha no estresse induzido por queimadura.
A compreensão básica das doenças neuroimunológicas mudou significativamente nos últimos dez anos. Novos dados ampliando a compreensão de novos conceitos de tratamento foram obtidos para um grande número de doenças neuroimunológicas, nada mais do que a esclerose múltipla, uma vez que muitos esforços foram realizados recentemente para esclarecer a complexidade dos mecanismos de patologia desta doença. A acumulação de evidências de estudos em animais sugere que alguns aspectos da depressão e da fadiga na EM podem estar ligados a marcadores inflamatórios. Estudos demonstraram que Toll like-receptor (TLR4) é criticamente envolvido em neuroinflamação e recrutamento de células T no cérebro, contribuindo para a exacerbação da lesão cerebral. As idéias moleculares revelaram que a ativação mediada por TLR4 de JNK e p38 MAPK implicava criticamente na perda neuronal mediada por microglia. A pesquisa sobre o vínculo entre o cheiro, o comportamento depressivo e a auto-imunidade revelou achados interessantes, incluindo os fatos de que a inflamação é comum em todas as doenças analisadas, sintomas depressivos aparecem no início da maioria das doenças, insuficiência no cheiro também é evidente no início do desenvolvimento de condições neurológicas e todas as doenças envolvidas no amígdala e no hipocampo. Uma melhor compreensão de como o sistema imunológico funciona e quais os fatores que contribuem para as respostas estão sendo investigadas fortemente juntamente com as coincidências acima mencionadas.
Neuroimunologia é também um tema importante a considerar durante o design de implantes neurais. Implantes neurais estão sendo usados para tratar muitas doenças, e é fundamental que o seu design e química de superfície não provoquem uma resposta imunológica.

## Direções futuras
O sistema nervoso e o sistema imunológico requerem os graus apropriados de diferenciação celular, integridade organizacional e conectividade de rede neural. Essas características operacionais do cérebro e do sistema nervoso podem tornar a sinalização difícil de duplicar em cenários gravemente doentes. Atualmente, existem três tipos de terapias que foram utilizadas tanto em modelos animais de doenças como em ensaios clínicos em humanos. Essas três classes incluem inibidores de metilação do DNA, inibidores de HDAC e abordagens baseadas em ARN. Os inibidores de metilação do DNA são usados para ativar genes previamente silenciados. HDACs são uma classe de enzimas que possuem um amplo conjunto de modificações bioquímicas e podem afetar a desmetilação do DNA e a sinergia com outros agentes terapêuticos. A terapia final inclui o uso de abordagens baseadas em RNA para aumentar a estabilidade, especificidade e eficácia, especialmente em doenças que são causadas por alterações de RNA. Conceitos emergentes sobre a complexidade e a versatilidade do epigenoma podem sugerir maneiras de direcionar os processos celulares largos do genoma. Outros estudos sugerem que eventuais alvos de regulador seminal podem ser identificados permitindo com alterações na reprogramação epigenética maciça durante a gametogênese. Muitos tratamentos futuros podem se estender além de serem puramente terapêuticos e podem ser preveníveis, talvez, sob a forma de uma vacina. As novas tecnologias de alto rendimento quando combinadas com os avanços nas modalidades de imagem, como as nanotecnologias ópticas in vivo, podem dar origem a um conhecimento ainda maior da arquitetura genômica, organização nuclear e a interação entre os sistemas imunológico e nervoso.